# Вайт-Оук (Техас)
Вайт-Оук (англ. White Oak) — місто (англ. city) в США, в окрузі Грегг штату Техас. Населення — 6225 осіб (2020).

## Географія
Вайт-Оук розташований за координатами 32°31′49″ пн. ш. 94°51′20″ зх. д. / 32.53028° пн. ш. 94.85556° зх. д. (32.530391, -94.855597).  За даними Бюро перепису населення США в 2010 році місто мало площу 23,71 км², з яких 23,59 км² — суходіл та 0,12 км² — водойми.

## Демографія
Згідно з переписом 2010 року, у місті мешкало 6469 осіб у 2304 домогосподарствах у складі 1839 родин. Густота населення становила 273 особи/км².  Було 2389 помешкань (101/км²).
Расовий склад населення:
| - 92,3 % — білих - 2,3 % — чорних або афроамериканців - 0,6 % — корінних американців - 0,5 % — азіатів - 2,3 % — осіб інших рас |

До двох чи більше рас належало 1,9 %. Частка іспаномовних становила 5,3 % від усіх жителів.
За віковим діапазоном населення розподілялося таким чином: 29,0 % — особи молодші 18 років, 59,4 % — особи у віці 18—64 років, 11,6 % — особи у віці 65 років та старші. Медіана віку мешканця становила 35,5 року. На 100 осіб жіночої статі у місті припадало 95,0 чоловіків;  на 100 жінок у віці від 18 років та старших — 91,0 чоловіків також старших 18 років.
Середній дохід на одне домашнє господарство  становив 65 430 доларів США (медіана — 56 237), а середній дохід на одну сім'ю — 69 947 доларів (медіана — 59 340). Медіана доходів становила 43 102 долари для чоловіків та 37 333 долари для жінок. За межею бідності перебувало 19,7 % осіб, у тому числі 31,8 % дітей у віці до 18 років та 2,7 % осіб у віці 65 років та старших.
Цивільне працевлаштоване населення становило 3136 осіб. Основні галузі зайнятості: освіта, охорона здоров'я та соціальна допомога — 24,6 %, виробництво — 15,2 %, роздрібна торгівля — 14,0 %.